# Viktorsberg
Viktorsberg är en ort och kommun i distriktet Feldkirch i förbundslandet Vorarlberg i Österrike.